# Evraz
Evraz plc (del ruso: Евраз) es una corporación multinacional de integración vertical siderúrgica y minera con sede en Moscú, Rusia. Tiene operaciones principalmente en Rusia, pero también en Ucrania, República Checa, Italia, los Estados Unidos, Canadá y Sudáfrica. La compañía emplea cerca de 110.000 personas. Evraz está listada en la bolsa de Londres y es componente del FTSE 100 Index.
En 2023 tuvo una producción de acero de 10 millones de toneladas.

## Historia
La compañía fue fundada como un pequeño negocio de comercio de metales en 1992. El 2 de junio de 2006, el Grupo Evraz lanzó cotización cerca del 8,3% de sus acciones en forma de GDR en Londres. La compañía puso un precio de $14,50 por GDR implicando un capital social valorado en $5.150 millones. Un 6% adicional fue puesto en el mercado en enero de 2006, resultando un porcentaje de cotización libre del 14,3%.

## Operaciones
Evraz es un holding de integración vertical con alto grado de autosuficiencia en la producción de mineral de hierro y producción de coque de carbón, que permite a la compañía ser uno de los mayores participantes en el mercado doméstico de coque de carbón a través de sus filiales. Evraz también controla algunos activos de comercialización de metales y logística. El negocio se estructura como sigue:

### Acero
- Nizhny Tagil Iron and Steel Plant - NTMK - en Nizhny Tagil; importante productor de acero y vanadio
- Novokuznetsk Iron and Steel Plant - NKMK en Novokuznetsk; importante productor de acero; líder en acero para ferrocarril
- Palini e Bertoli en la provincia italiana de Udine; productos de acero laminado y en plancha, en asociación con Clama Srl
- Strategic Minerals Corporation - Stratcor en los EE. UU.; vanadio, tungsteno, aleaciones; instalaciones en Arkansas, Pensilvania, Brits, North West en Sudáfrica; con sede en Danbury, Connecticut
- Vitkovice Steel productor de acero laminado en la República Checa, instalaciones en Ostrava;
- West Siberian Iron and Steel Plant - ZapSib - ZSMK importante productor de acero en Siberia;
- Oregon Steel Mills en los EE. UU.; tuberías, raíles; instalaciones Portland, Oregón; Pueblo, Colorado; Camrose, Alberta en Canadá; sede en Portland, Oregón
- Claymont Steel en los EE. UU.; acero en plancha personalizado; instalaciones en Claymont, Delaware
- Ipsco Inc. - en la Municipalidad Rural de Sherwood No. 159, Saskatchewan, norte de Regina (Saskatchewan), Canadá; acero en plancha y en tubería

### Minerales
- Evrazruda minería e instalaciones de enriquecimiento en el óblast de Kemerovo
  - en el óblast de Kemerovo: mina de Tashtagol, mina de Kaz, mina de Sheregesh, mina de Gurev, Planta de Enriquecimiento de Abagur Sinter
  - En la República de Jakasia: Mina Abakanskoye, mina de Teya
- Kachkanarsky Ore Mining and Processing Enterprise - Vanadio - KGOK, minería a cielo abierto en Sverdlovsk;
- Vysokogorsky Mining and Processing Integrated Works/VGOK - minería subterránea cerca de Nizhny Tagil; 
  - Depósito de Vysokogorsk; Depósito de Lebyazhinsk; Depósito de Estuninsk; Depósito de Mednorudyansk

### Carbón
- Mina 12 mina de carbón en el óblast de Kémerovo
- Neryungriugol - Mina de carbón, campo de Denísovskoye en la República de Sajá, en asociación con Mitsui Company
- Raspadskaya/Sociedad Anónima Raspádskaya - mina subterránea de coque de carbón en Kémerovo, 40% de participación mediante la filial al 50% Corber Enterprises Limited, que a su vez posee el 80% de Raspádskaya
- Yuzhkuzbassugol mina de coque de carbón en la región del Kuzbass

### Vanadio
- Highveld Steel and Vanadium Corporation Ltd. en Sudáfrica

### Otras
- Evraztrans compañía de transporte ferroviario de Evraz
- Ferrotrade Limited venta de productos de Evarz en China y Sudeste de Asia
- Metallenergofinance MEF, suministro de electricidad y calefacción a las instalaciones de Evraz
- Nakhodka Puerto Marítimo Comercial en el Extremo Oriente de Rusia, gestionando la mayoría de exportaciones de Evraz

## Accionistas
Mastercroft era una subsidiaria enteramente de la compañía a 30 de junio de 2006. Los intereses de la compañía en la mayoría de sus subsidiarias son sostenidos indirectamente a través de la propiedad de Mastercroft. En junio de 2006 el Grupo Evraz anunció una transacción que resultó en la transferencia a Greenlease International Holding de una participación del 50% en Lanebrook Ltd., una entidad controlada por los principales accionistas del Grupo Evraz. A septiembre de 2006 mantenía el 82,43% de las acciones de la compañía, mientras que en torno del 15,33% de las acciones son comerciadas en la bolsa de Londres.